# Jai Angsuthasawit
Jai Angsuthasawit (* 16. Februar 1995 in Adelaide, Australien) ist ein australisch-thailändischer Radsportler, der Rennen in Kurzzeitdisziplinen auf der Bahn bestreitet.

## Sportliche Laufbahn
2013 wurde Jai Angsuthasawit gemeinsam mit den beiden Australiern Patrick Constable und Alexander Radzikiewicz Junioren-Weltmeister im Teamsprint. 2016 errang er im Teamsprint der Elite den australischen Titel, gemeinsam mit Constable und Matthew Glaetzer.
2017 entschied sich Angsuthasawit, der sowohl einen australischen wie auch einen thailändischen Pass besitzt, fortan für den thailändischen Radsportverband zu starten. Ab Frühjahr 2018 wurde er von dem zweifachen Asienmeister Josiah Ng aus Malaysia trainiert. Bei den Asienspielen im August des Jahres in Jakarta siegte er im Keirin. Dabei schlug er im Finale überraschend den favorisierten Japaner Yudai Nitta sowie Ngs Landsmann und ehemaligen Dauerrivalen Azizulhasni Awang. Damit errang er als erster Thailänder bei Asienspielen eine Goldmedaille im Bahnradsport. Beim Bahnrad-Weltcup 2019/20 gewann er die Gesamtwertung im Keirin. 2022 belegte er beim Lauf des Nations’ Cup  in Cali im Keirin Rang zwei.

## Erfolge

### Bahn
2013
- Junioren-Weltmeister – Teamsprint (mit Patrick Constable und Alexander Radzikiewicz)

2016
- Australischer Meister – Teamsprint (mit Matthew Glaetzer und Patrick Constable)

2018
- Asienspielesieger – Keirin
- Thailändischer Meister – Sprint, Keirin

2019
- Thailändischer Meister – Keirin
- Bahnrad-Weltcup 2019/20 – Gesamtwertung Keirin